# Chrysolopus spectabilis
Chrysolopus spectabilis (лат.) — вид жуков из семейства долгоносиков (Curculionidae). Обитают в юго-восточной части Австралии.

## История изучения

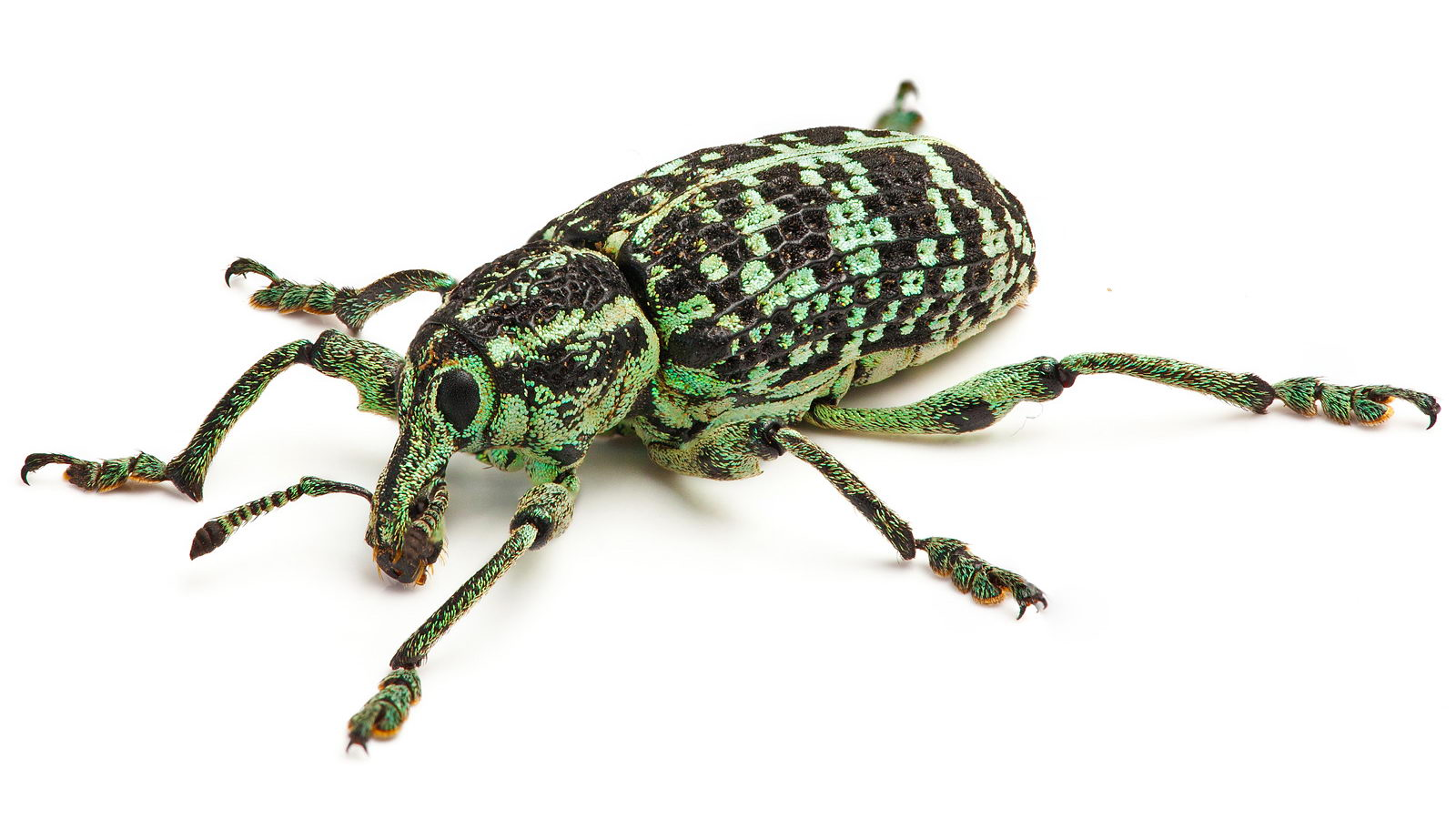
Взрослая особь на белом фоне

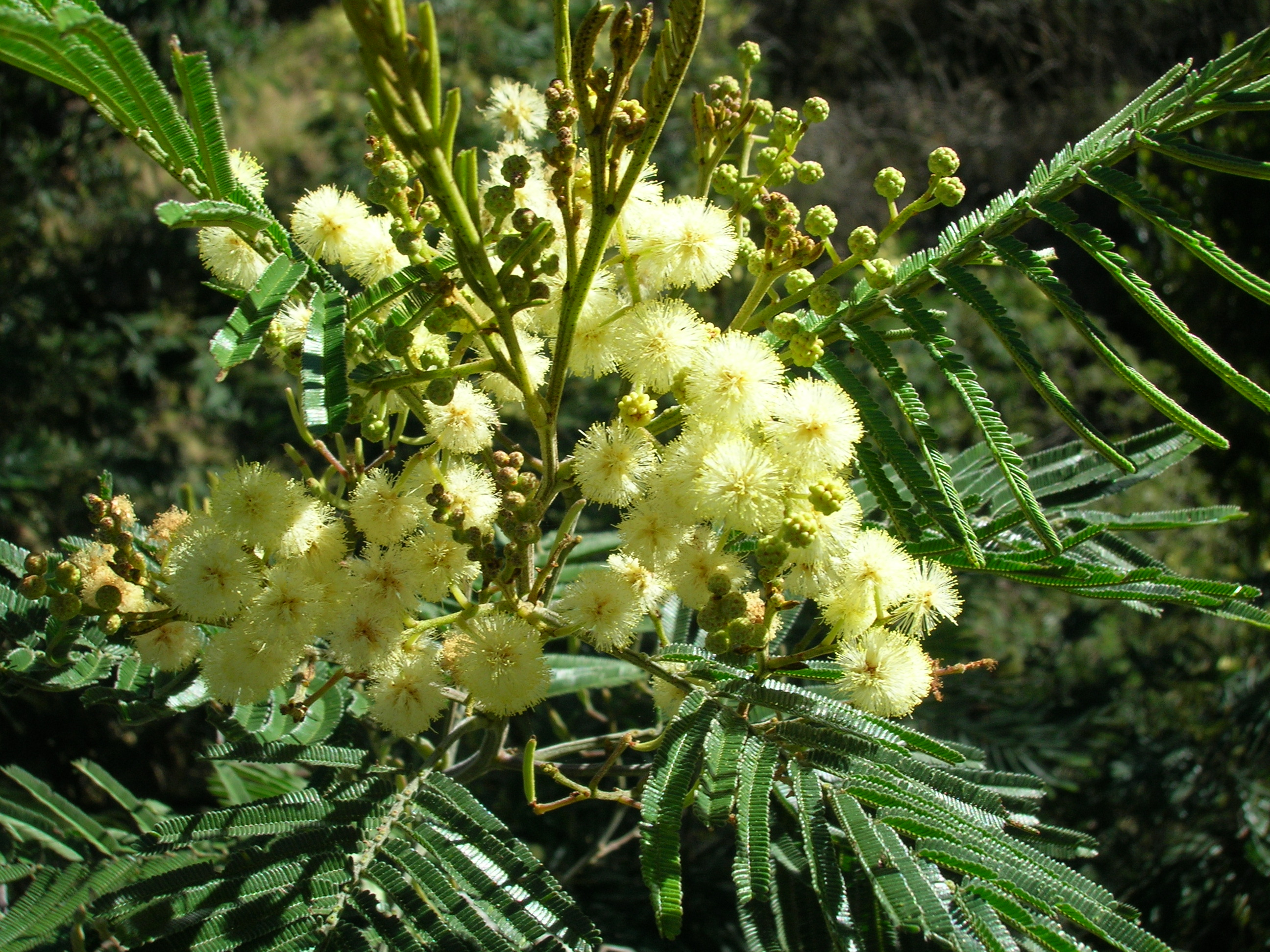
Acacia mearnsii — один из 28 видов, которыми кормятся Chrysolopus spectabilis

Вид был открыт во время первой экспедиции Джеймса Кука (его поймали Бэнкс и Соландер в 1770) и стало первым насекомым, описанным из Австралии. Фабриций описал его в 1775, изучая привезенные Куком коллекции насекомых в один из своих приездов в Лондон.

## Описание
Длина от 15 до 25 мм. Надкрылья чёрные, со случайно расположенными ярко-зелёные пятнами с металлическим отливом.
Длина личинок 40—50 мм, они белые и округлые.
Куколка до настоящего времени не описана.
Развитие насекомого до взрослой стадии обычно занимает меньше года. Самки пробуривают в стебле растения до 20 маленьких дырочек и откладывают по одной личинке в каждую из них.
Взрослые особи активны как днём, так и в ночное время, особенно в тёплое время с ноября по март.

## Экология
Живут только на 28 видах растений из рода Акация, питаются практически только ими. Взрослые насекомые предпочитают молодые растения, высотой до 50—150 см, до того, как они зацветут. Личинки при этом наблюдали только на 7 видах акаций. В Австралии могут быть вредителями плантаций акаций.